# Ikos

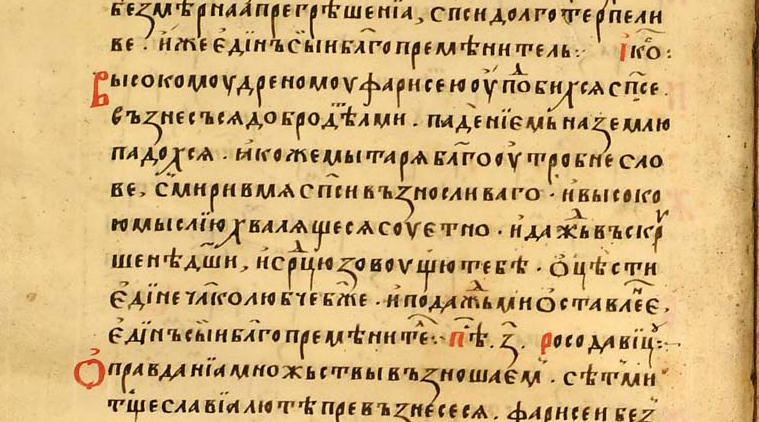
Ikos ze 16. století

Ikos je modlitební text vyskytující se v některých bohoslužbách byzantského ritu. Ikos se zpravidla váže na kondak. 
Ikos se vyskytuje na utreni po šesté ódě kánonu. Ikosy se spolu s jinými částmi nacházejí i v akafistě.